# Stumpfwaldbahn
| Zugkreuzung bei der Stumpfwaldbahn in der Ausweiche Saupfuhl mit Diema DS40 und Diema DFL |                     |                                 |                                 |
| Streckenlänge: | 3,00 km             |                                 |                                 |
| Spurweite: | 600 mm (Schmalspur) |                                 |                                 |
| |                     |                                 |                                 |
| \| \| 0,0 \| Eiswoog Übergang zur Eistalbahn \| Eiswoog Übergang zur Eistalbahn \| \| \| 0,8 \| Ausweiche Saupfuhl \| Ausweiche Saupfuhl \| \| \| 1,8 \| Bockbachtal (Kleehof) \| Bockbachtal (Kleehof) \| \| \| 2,3 \| Ausweiche Wasserhaus \| Ausweiche Wasserhaus \| \| \| 2,7 \| Schützenhaus \| Schützenhaus \| \| \| 3,0 \| Ramsen West Depot und Werkstatt \| Ramsen West Depot und Werkstatt \| |                     |                                 |                                 |
| Kopfbahnhof Streckenanfang | 0,0                 | Eiswoog Übergang zur Eistalbahn | Eiswoog Übergang zur Eistalbahn |
| Dienststation / Betriebs- oder Güterbahnhof | 0,8                 | Ausweiche Saupfuhl              | Ausweiche Saupfuhl              |
| Bahnhof | 1,8                 | Bockbachtal (Kleehof)           | Bockbachtal (Kleehof)           |
| Dienststation / Betriebs- oder Güterbahnhof | 2,3                 | Ausweiche Wasserhaus            | Ausweiche Wasserhaus            |
| Haltepunkt / Haltestelle | 2,7                 | Schützenhaus                    | Schützenhaus                    |
| Kopfbahnhof Streckenende | 3,0                 | Ramsen West Depot und Werkstatt | Ramsen West Depot und Werkstatt |

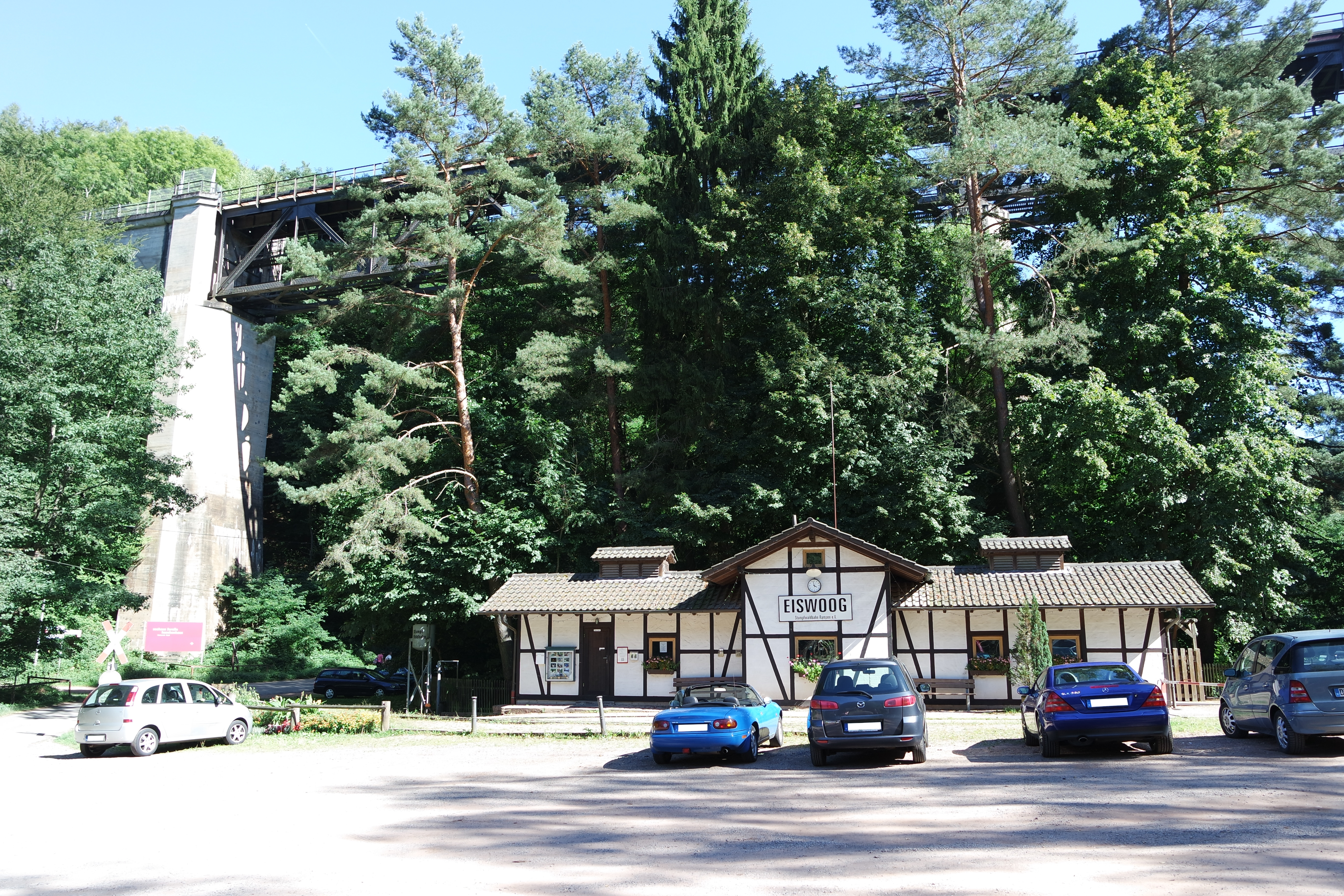
Der Bahnhof Eiswoog

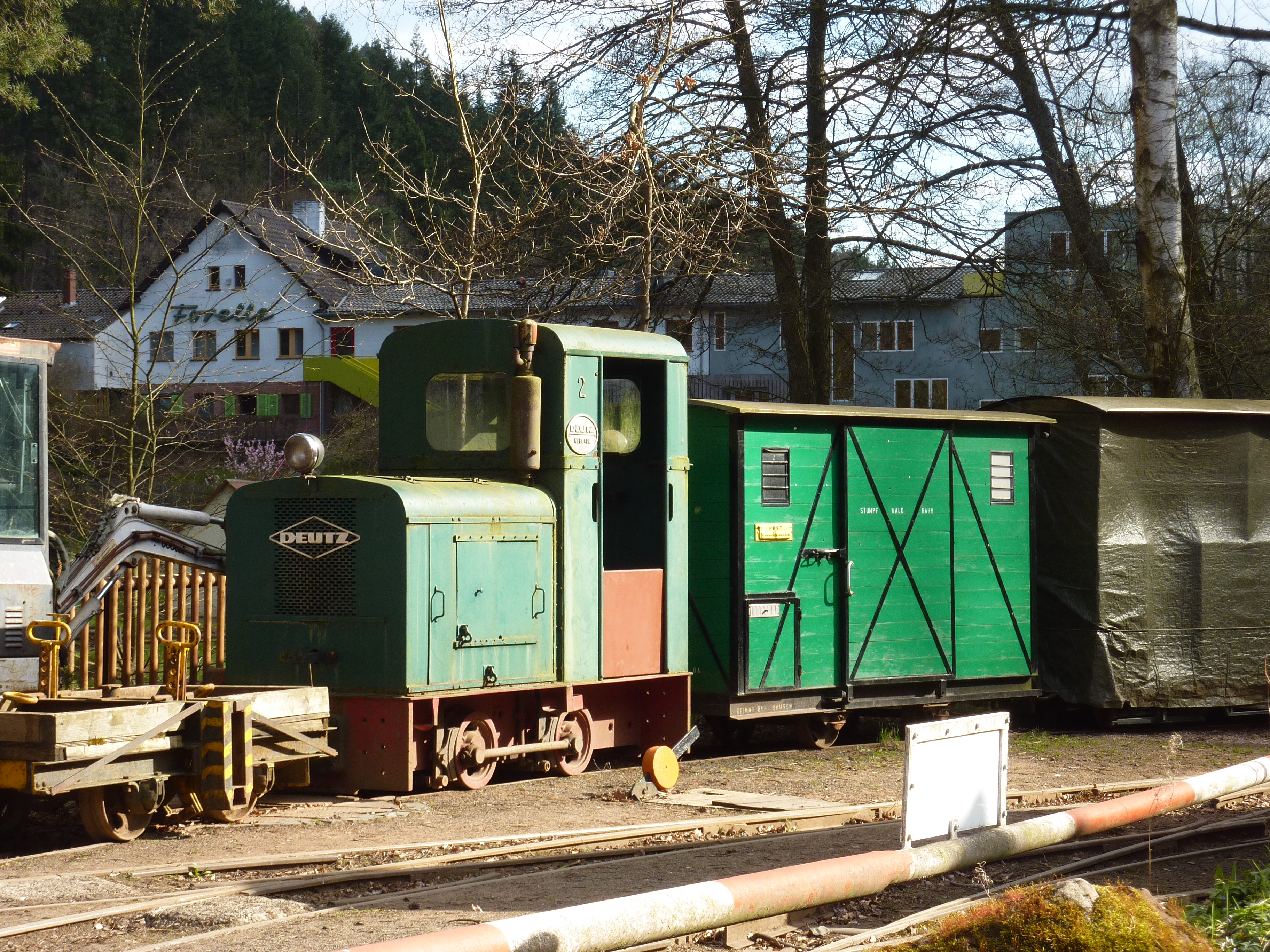
Lok und Wagen der Stumpfwaldbahn am Bahnhof Eiswoog

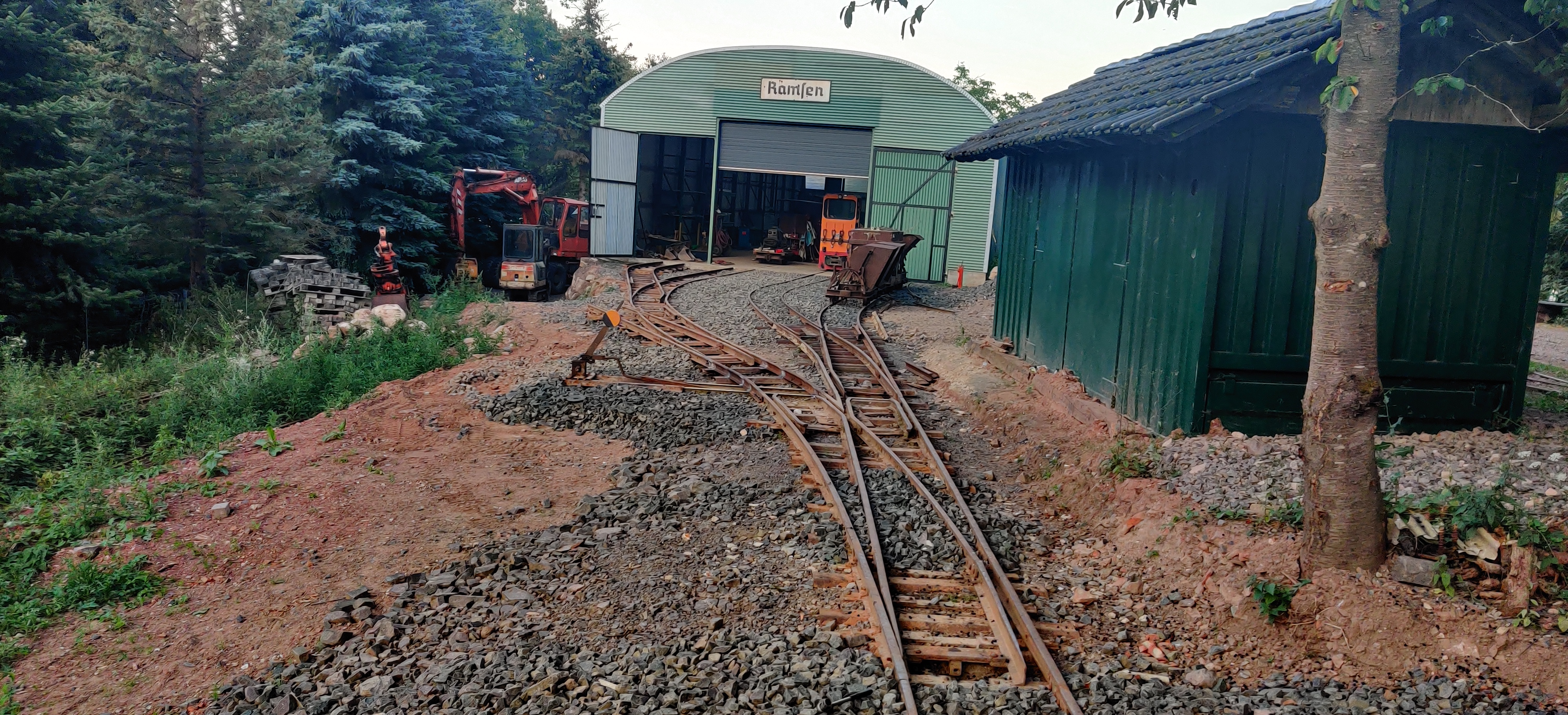
Fahrzeugdepot der Stumpfwaldbahn in Ramsen West mit fast fertigem Gleisvorfeld

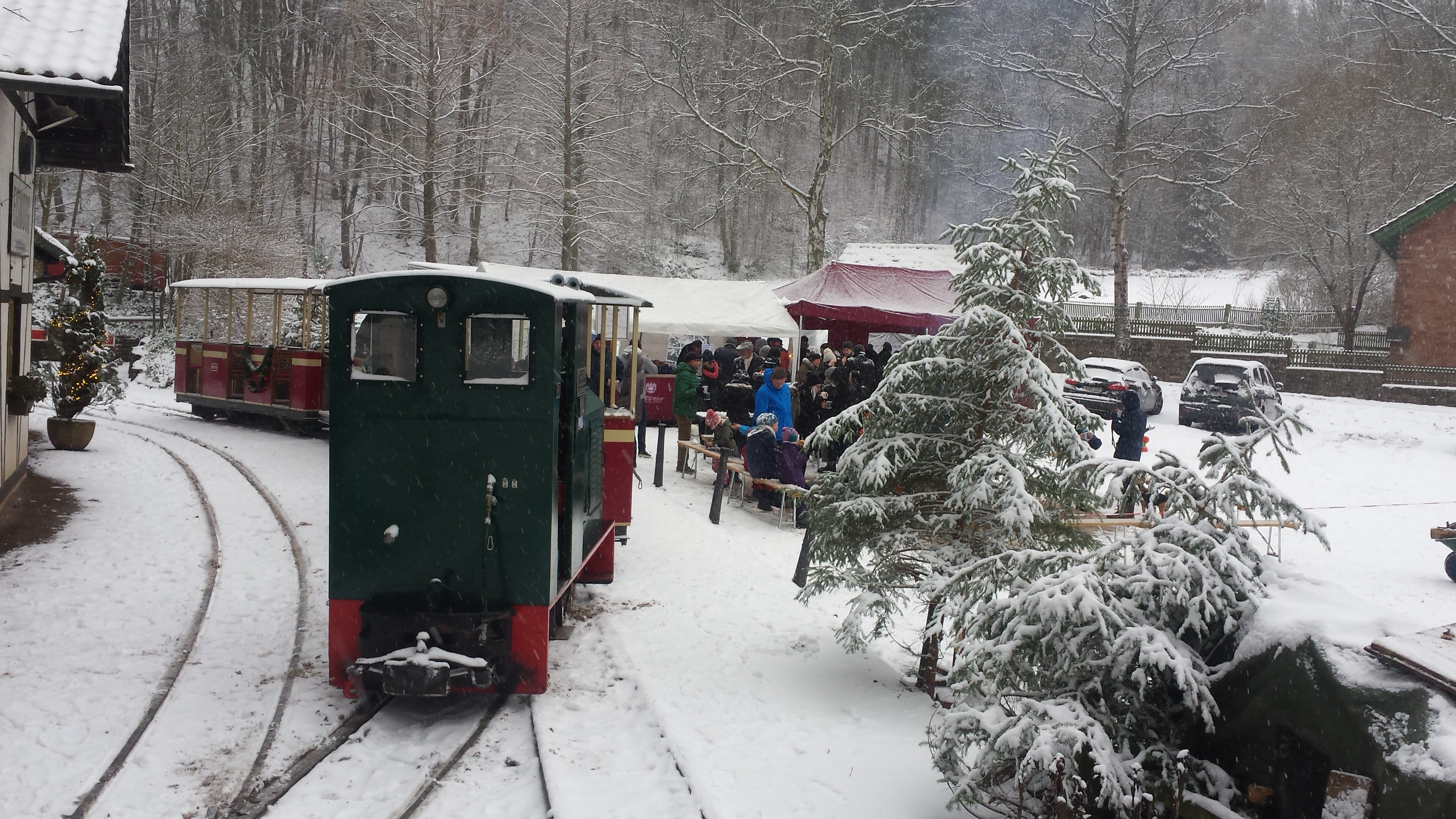
Nikolausfahrten 2017 der Stumpfwaldbahn am Bahnhof Eiswoog mit Diema DS40 und drei roten Wagen

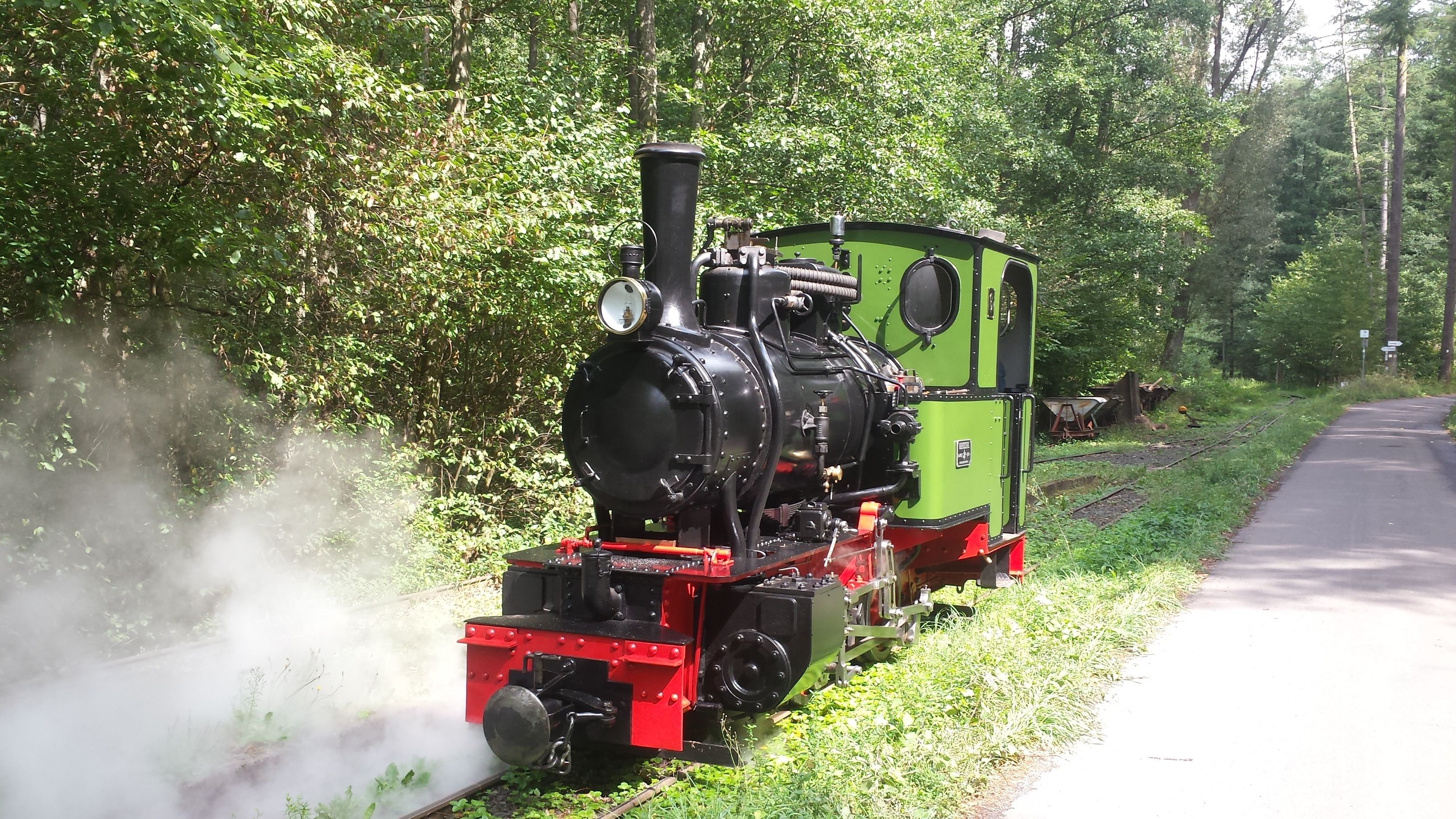
Henschel-Dampflok der Stumpfwaldbahn im Bockbachtal

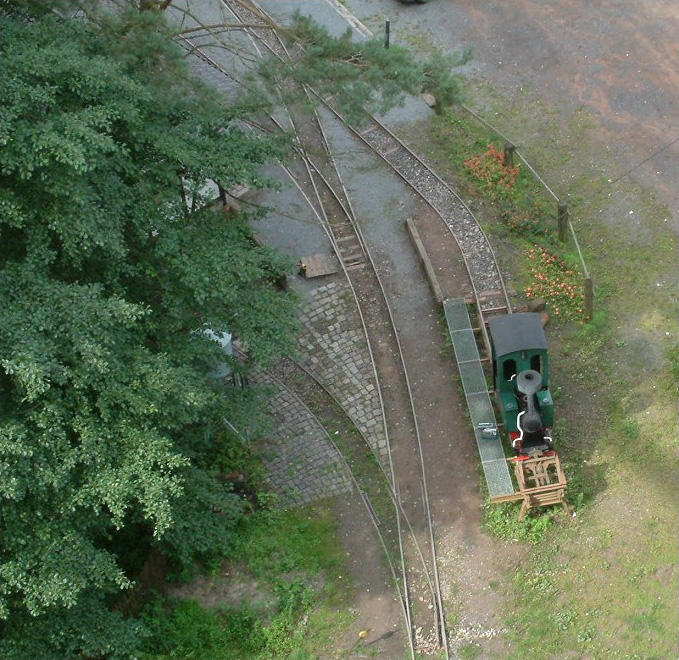
Stumpfwaldbahn-Dampflok und ein Teil des Rangierbereiches am Bahnhof Eiswoog

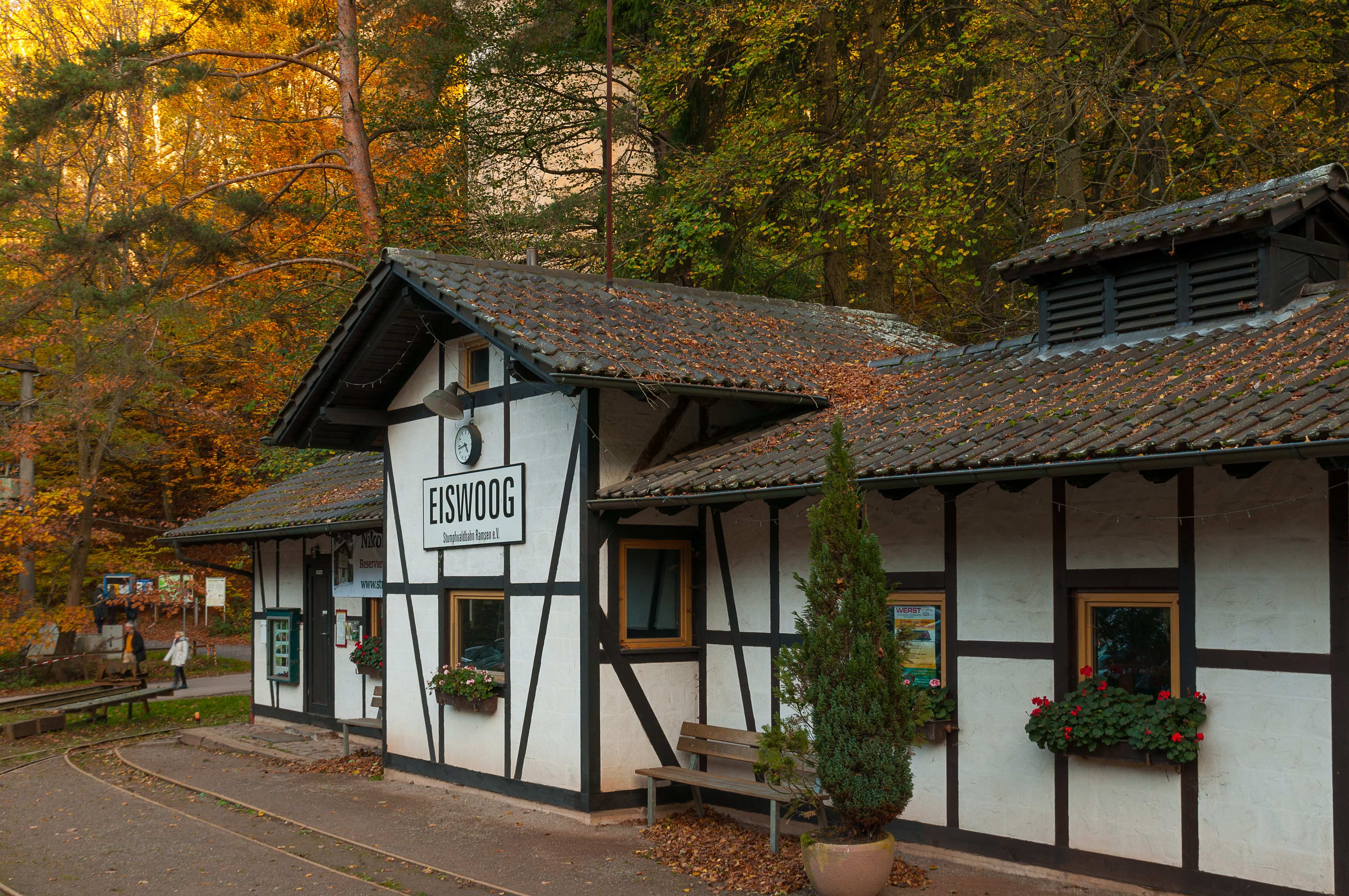
Endbahnhof der Stumpfwaldbahn am Eiswoog bei Ramsen

Die Stumpfwaldbahn ist eine Museumsfeldbahn mit 600 mm Spurweite. Sie verkehrt seit 1996 im Stumpfwald, der im Norden des Pfälzerwaldes auf der Gemarkung der Gemeinde Ramsen (Rheinland-Pfalz) liegt. Die Streckenlänge beläuft sich seit 2007 auf 3,0 km.

## Verlauf
Die Stumpfwaldbahn beginnt im Westen von Ramsen am Bahnhof Eiswoog, der sich am gleichnamigen Stausee befindet. Wenige Jahre nach Aufnahme des Betriebes wurde an der nahen (normalspurigen) Eistalbahn ein Haltepunkt eingerichtet, der ebenfalls den Namen Eiswoog trägt. Dieser Haltepunkt wird am Wochenende, an Feiertagen sowie teilweise mittwochs von den meisten Zügen der Eistalbahn bedient; ansonsten enden diese bereits in Ramsen.
Der östliche Betriebsendpunkt der Stumpfwaldbahn lag zunächst beim Bahnhof Bockbachtal, ehe diese Betriebsstelle zu einer Ausweichstelle umgebaut und die Strecke 2007 nach Osten verlängert wurde. Die Ausweiche ist mittlerweile Mittelpunkt der bis nach Ramsen verlängerten Strecke, an der auch der zusätzliche Haltepunkt Schützenhaus liegt. Direkt am neuen Endbahnhof Ramsen West befindet sich ein kleines Bahnbetriebswerk der Stumpfwaldbahn mit Depot.
Etwa auf halber Strecke zwischen dem Endbahnhof Eiswoog und dem Bahnhof Bockbachtal liegt die Ausweichstelle Saupfuhl, auf dem neuen Streckenabschnitt Richtung Ramsen West die Ausweichstelle Wasserhaus. Beide werden nur bei sehr hohem Zugaufkommen oder für langsame Gastfahrzeuge gebraucht.

## Geschichte
Ende der 1980er Jahre setzte sich der Verein Stumpfwaldbahn Ramsen e. V. das Ziel, im Stumpfwald eine Museumsfeldbahn aufzubauen und zu betreiben. Zu diesem Zweck wurde am Parkplatz unterhalb des Eiswoogs als Ausgangspunkt der Strecke ein Fachwerkbau als Bahnhofsgebäude erstellt und in Richtung Ramsen die Rangierstelle Kleehof eingerichtet. Dort, am Bahnhof Bockbachtal, war zunächst der östliche Endpunkt der Stumpfwaldbahn. Am 9. September 1996 wurde die Strecke eingeweiht.
Im Frühjahr 2005 begannen Arbeiten zur Erweiterung der Strecke bis zum Ortsrand von Ramsen. Der Lückenschluss zwischen altem und neuem Streckenabschnitt erfolgte am 20. Mai 2007, der neue Streckenabschnitt wurde am 1. September 2007 eröffnet.
Im Oktober 2008 war die Stumpfwaldbahn, nicht zuletzt wegen der mittlerweile in der Museumsbahnszene bekannten Streckenführung, gewählter Gastgeber des Internationalen Feldbahntreffens, das jährlich bei wechselnden Ausrichtern stattfindet.
Nach Jahren des Stillstands wurde die Fahrzeughalle im Jahre 2020 am Ortsrand von Ramsen im BW Ramsen West soweit fertig gestellt, dass nun alle Fahrzeuge einen trockenen Stellplatz erhalten konnten. Um alle Gleise des Depots anzuschließen, war der Neubau von Weichen nötig.

## Betrieb
Ein Großteil der innerbetrieblichen Transporte und Fahrten entlang der Stumpfwaldbahn-Strecke wird auf der Bahn selbst durchgeführt, sowohl für Materialtransport als auch für Instandhaltungsarbeiten, die überwiegend samstags bzw. außerhalb der öffentlichen Fahrsaison allgemein an Wochenenden erledigt werden.
Der fahrplanmäßige Publikums-Fahrbetrieb findet mit eigens hierfür gebauten überdachten Personenwagen auf der gesamten Strecke zwischen Ramsen und dem Eiswoog statt. Die Hauptlast wird von drei großen Personenwagen übernommen, die insgesamt 50 Passagiere aufnehmen; bei erhöhtem Andrang kommen in der Regel zwei weitere etwas kleinere Wagen in einem zusätzlichen Zug zum Einsatz. Darüber hinaus sind zeitweise weitere Personenwagen verfügbar, die z. B. bei größeren Veranstaltungen eingesetzt werden. Sämtliche Personenwagen sind mit zweiachsigen Drehgestellen ausgestattet.
Vom 1. Mai bis 3. Oktober verkehren an allen Sonn- und Feiertagen ab 10:10 Uhr stündlich – außer 12:10 Uhr – bis 17:10 Uhr die Züge durch den Stumpfwald; die reine Fahrzeit für eine Richtung der Gesamtstrecke beträgt knapp 20 Minuten. Als Triebfahrzeuge kommen einige der betriebsbereiten Lokomotiven zum Einsatz, unter anderen eine DIEMA DS40 aus dem Jahre 1957. Insgesamt vorhanden sind eine Dampflokomotive und zwölf Diesellokomotiven, von denen einige noch aufgearbeitet werden müssen. Sie stammen überwiegend von alten Feldbahnen aus Bergwerken, Kieswerken, Steinbrüchen und Sägewerken.
Seit 1998 veranstaltete die Stumpfwaldbahn in der zweiten Januarhälfte eine nächtliche Fackelfahrt, die sich zu einem Publikumsmagneten mit stetig steigenden Besucherzahlen entwickelte. Anfangs fand die Fackelfahrt jährlich statt, ab 2009 wurde sie noch im Zwei-Jahres-Abstand durchgeführt, dann wurde sie aus dem Programm genommen. Als Ersatz werden seit 2017 jährlich Nikolausfahrten angeboten. Diese finden immer um den 6. Dezember statt.

## Fahrzeuge
Erläuterungen:
B = betriebsfähig, i. A. = in Aufarbeitung, Z = zurzeit nicht betriebsfähig
B-dm = Achsfolge B (2 angetriebene Achsen), diesel-mechanische Kraftübertragung
B-dh = Achsfolge B (2 angetriebene Achsen), diesel-hydraulische Kraftübertragung

### Lokomotiven
| Hersteller | Typ       | Bild | Fabrik-Nr. | Baujahr | Leistung | Bauart | Status |
| ---------- | --------- | ---- | ---------- | ------- | -------- | ------ | ------ |
| Diema      | DL6       |      | 2023       | 1956    | 7,5 PS   | B-dm   | B      |
| Diema      | DS40      |      | 2020       | 1957    | 45 PS    | B-dm   | B      |
| Diema      | DS30      |      | 2139       | 1958    | 36 PS    | B-dm   | B      |
| Diema      | DS60      |      | 2497       | 1962    | 72 PS    | B-dm   | B      |
| Diema      | DFL60/1.2 |      | 2806       | 1965    |          | B-dh   | Z      |
| Diema      | DFL60/2   |      | 5014       | 1982    | 50 PS    | B-dh   | B      |
| Henschel   | Fabia     |      | 24011      | 1939    | 50 PS    | Bn2t   | B      |
| Jung       | EL105     |      | 11851      | 1953    | 11/12 PS | B-dm   | B      |
| Deutz      | OMZ117    |      | 56406      | 1956    | 28 PS    | B-dm   | B      |
| Deutz      | OMZ122    |      | 36818      | 1940    |          | B-dm   | B      |
| LKM        | NS 1      |      | 247171     | 1954    | 25 PS    | B-dm   | B      |
| Gmeinder   | 36 PS     |      |            | 1938/39 | 36 PS    | B-dm   | B      |
| Gmeinder   | 18/20 PS  |      | 4401       | 1948    | 18/20 PS | B-dm   | i. A.  |
| LKM        | Ns2f      |      | 248704     | 1955    | 34 PS    | B-dm   | B      |

### Wagen
| Bezeichnung             | Hersteller | Bild     | Baujahr   | Achszahl      | Beschreibung                     | Kapazität        | Status |
| ----------------------- | ---------- | -------- | --------- | ------------- | -------------------------------- | ---------------- | ------ |
| Wagen 1 rot             | Eigenbau   |          | 1995      | 4             | Personenwagen                    | 10 (15) Personen | B      |
| Wagen 2 rot             | Eigenbau   | 1995     | 4         | Personenwagen | 12 (18) Personen                 | B                |        |
| Wagen 3 rot             | Eigenbau   | 1996     | 4         | Personenwagen | 12 (16) Personen                 | B                |        |
| Wagen 1 grün            | Eigenbau   |          | ca. 1993  | 4             | Personenwagen                    | 12 Personen      | B      |
| Wagen 2 grün            | Eigenbau   | ca. 1994 | 4         | Personenwagen | 12 Personen                      | B                |        |
| Sitzbanklore (gebremst) | Eigenbau   |          | ca. 2005  | 2             | Personenwagen                    | 8 Personen       | B      |
| Sitzbanklore            | Eigenbau   | ca. 2005 | 2         | Personenwagen | 8 Personen                       | B                |        |
| Minibaggerwagen         | Eigenbau   |          | 2023      | 2             | Transportwagen                   | -                | B      |
| Packwagen               | Eigenbau   |          |           | 2             | Zur Unterbringung von Fahrrädern | 4 Personen       | B      |
| Rottenwagen             | Eigenbau   |          | 2019      | 2             | Werkzeugwagen Gleisbau           | ggf. 2 Personen  | B      |
| Aggregatwagen           | Eigenbau   |          |           | 2             | Stromaggregat mit Hatzmotor      | -                | B      |
| Stirnwandlore           | Eigenbau   |          |           | 2             | Gütertransport                   | -                | B      |
| Richtwagen              | Eigenbau   |          |           | 2             | Ausrichten der Gleise            | -                | B      |
| Drehschemelwagen(x2)    | Ankauf     |          | unbekannt | 2x2           | Transport der Gleise             | -                | B      |
| Stopfmaschine           | Ankauf     |          | ~2022     | -             | Ausrichten der Gleise            | -                | B      |

Neben den genannten Wagen enthält die Sammlung eine große Anzahl an Loren mit unterschiedlichen Größen und Herkünften.